# Louis-Édouard Cestac
Luís Eduardo Cestaque (em francês: Louis-Édouard Cestac; 6 de janeiro de 1801 - 27 de março de 1868) foi um padre católico romano francês e, ao lado de sua irmã Marie-Louise-Élise, co-fundou os Serviteurs de Marie.
Cestac se dedicava às necessidades dos pobres e se reunia com eles com frequência para conhecê-los melhor e saber como poderia atendê-los melhor em suas necessidades materiais e espirituais. Mas ele se preocupava com as meninas pobres e destituídas, por isso decidiu dar-lhes um ambiente estável. Ele contou com a ajuda de sua irmã e os dois fundaram uma ordem religiosa que se dedicaria a ajudá-los.
Sua beatificação foi aprovada em meados de 2014 pelo Papa Francisco, depois que o pontífice aprovou um milagre que se descobriu ter sido atribuído à sua intercessão. O Cardeal Angelo Amato beatificou Cestac em meados de 2015 em nome do Papa.

## Vida

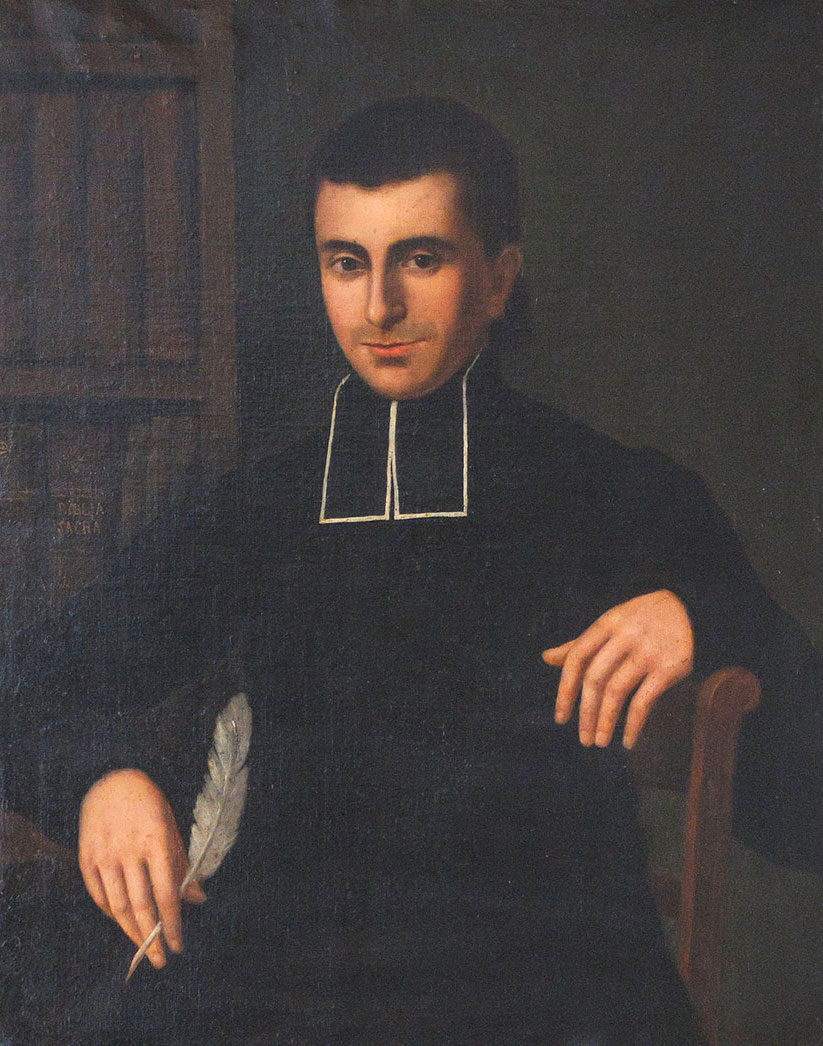
Cestac mais jovem.

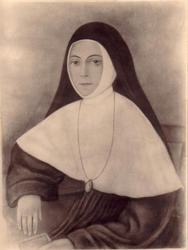
Sua irmã e Serva de Deus Marie-Louise-Élise Cestac.

Louis-Édouard Cestac nasceu em 1801 na França, filho de Dominique Cestac e Jeanne Amitessarobe, no número 45 da Rue Mayou; seus irmãos eram Marianne e a Marie-Louise-Élise (14.03.1811-17.03.1849). Sua mãe, Jeanne, era basca-espanhola. Marianne (nascida por volta de 1795) era a mais velha, enquanto Élise era a última, o que significa que Cestac era o irmão do meio; ele era padrinho de Élise no batismo dela.
Na infância, ele sofreu uma nevralgia incurável e mutismo completo por três anos. Sua mãe decidiu consagrá-lo à Mãe de Deus e o estado de Cestac melhorou a ponto de ser curado. Sua cura foi creditada à intercessão da Santíssima Virgem. Os Cestacs mais tarde se mudaram para Puntous devido à Guerra Peninsular.
Cestac realizou seus estudos eclesiais a partir de 1816 em Aire-sur-l'Adour e Paris, onde fez amizade com Michel Garicoïts. Recebeu as ordens menores em 25 de dezembro de 1821 e em 1822 voltou aos estudos e à formação depois de se recuperar de uma doença grave. Ele foi ordenado ao diaconato em 26 de junho de 1825 antes de ser ordenado ao sacerdócio em 17 de dezembro de 1825. Ele serviu como professor em Larressore de 1826 a 1831. Padre Cestac foi nomeado Vigário da Catedral diocesana em 27 de agosto de 1831 e dedicou toda a sua atenção aos pobres e se reuniu com eles com frequência para melhor servi-los e conhecê-los melhor. Em 1836, ele estabeleceu um lar para meninas pobres. Ele e sua irmã Marie-Louise Élise juntos fundaram - em 6 de janeiro de 1842 - sua própria congregação religiosa conhecida como Serviteurs de Marie.  Duas outras mulheres se juntaram na época da fundação da ordem, enquanto Élise se tornava Irmã Maria Madalena.
Em 13 de janeiro de 1864, uma profunda experiência aconteceu quando um feixe de luz atingiu Cestac e fez com que ele visse demônios espalhados pelo globo causando graves danos. Ele ficou horrorizado, mas ficou aliviado ao ver a Mãe de Deus diante dele e que lhe disse que aqueles demônios haviam sido soltos. Ainda assim, ela acrescentou que havia chegado a hora de o mundo solicitar sua intercessão para lutar e acabar com os graves poderes do Inferno. Dela o sacerdote recebeu a oração conhecida como "Augusta Rainha". Ele o apresentou ao Bispo François Lacroix e também tinha 500.000 exemplares impressos para enviar.  Na época da primeira impressão, a impressora quebrou duas vezes.
Sua dedicação à reforma social e agrícola rendeu-lhe elogios e até lhe rendeu a Legião de Honra de Napoleão III em 1865 por suas contribuições para a educação e a agricultura.
Ele morreu em 27 de março de 1868.

## Beatificação

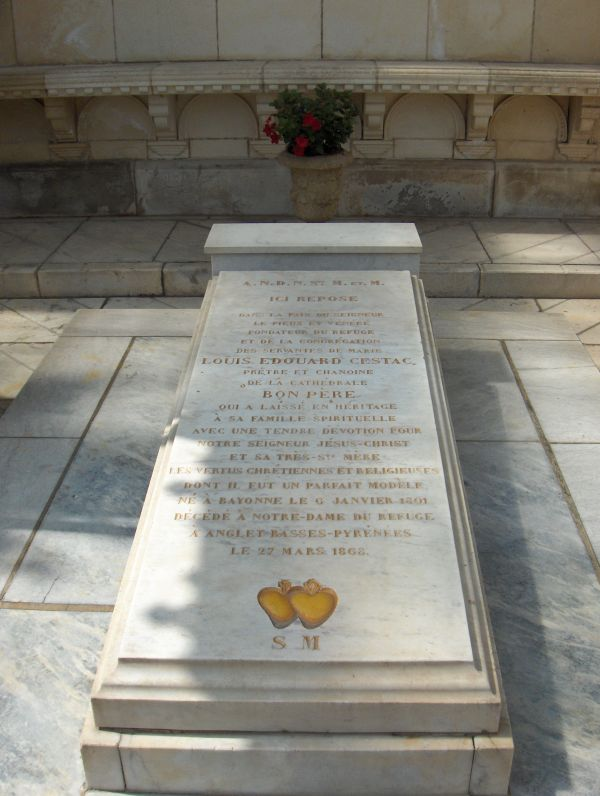
Seu túmulo.

O processo de beatificação foi iniciado na França em um processo informativo local encarregado da coleta de documentos e tal processo durou vários meses, de fevereiro de 1898 a 1899; teólogos limparam seus escritos de erros doutrinários em 1 de maio de 1902, em um movimento que permitiria que a causa continuasse. A introdução formal à causa foi feita pelo Papa Pio X em 8 de abril de 1908 e ele foi intitulado Servo de Deus. Um processo apostólico foi mais tarde realizado de 21 de setembro de 1909 até 28 de fevereiro de 1916 para uma investigação mais aprofundada. A causa seguiu adiante para Roma, onde a Congregação para os Ritos validou esses processos em 5 de junho de 1919, considerando-os ter feito seu trabalho de acordo com os critérios exigidos.
Uma comissão antepreparatória reuniu-se para avaliar a causa em 28 de março de 1944, concedendo-lhe sua aprovação, enquanto o grupo preparatório teve que se reunir duas vezes em 13 de fevereiro de 1945 e 28 de abril de 1953 para aprová-la. Os funcionários da Congregação para as Causas dos Santos e seus consultores também se encontraram e aprovaram a causa em 13 de abril de 1976, enquanto a CCS se reuniu sozinha para conceder a aprovação definitiva em 22 de junho de 1976. O Papa Paulo VI declarou que Cestac viveu uma vida de virtudes heróicas e nomeou-o Venerável em 13 de novembro de 1976.
A beatificação de Cestac dependeu de uma cura considerada um milagre como resultado de sua intercessão. Um desses casos foi investigado em um tribunal diocesano e enviado a CCS em Roma, que validou a investigação em 28 de janeiro de 2011. Peritos médicos consideraram que não havia explicação científica para a cura em 3 de outubro de 2013, enquanto teólogos decidiram em 18 de fevereiro de 2014 que a cura veio devido a pedidos feitos para a intercessão do Cestac. A CCS concordou com ambas as conclusões em 3 de junho de 2014. O Papa Francisco autorizou a promulgação de um decreto que reconheceu a cura como um milagre legítimo em 13 de junho de 2014 que permitiu a beatificação. O Cardeal Angelo Amato presidiu a beatificação em 31 de maio de 2015 em nome do Papa.